# A Bola (Ourense)
A Bola (galicisch und offiziell; spanisch La Bola) ist eine spanische Gemeinde (Concello) mit 1.091 Einwohnern (Stand: 2024) in der Provinz Ourense der Autonomen Gemeinschaft Galicien.
Die Gemeinde verdankt ihren Namen der Granitkugel, die sich am gleichnamigen Ort A Bola befindet. Dieses einzigartige und identitätsstiftende Element ist das Ergebnis einer Reihe von Brüchen senkrecht zur Oberfläche, die solche Kugeln bilden.

## Geografie
A Bola liegt westlich des Zentrums der Provinz Ourense ca. 20 Kilometer südlich der Provinzhauptstadt Ourense.
Umgeben wird A Bola von den fünf Nachbargemeinden:
|          | A Merca                                     | Allariz         |
| Celanova | Kompassrose, die auf Nachbargemeinden zeigt |                 |
|          | Verea                                       | Rairiz de Veiga |

Topographisch liegt die Gemeinde in einem Mittelgebirgsgebiet mit einer durchschnittlichen Höhe zwischen 500 m und 600 m m, am Fuße der Gipfel des Furriolo, des Monte Calvo und des San Cibrao. Letzterer ist mit 914 m der höchste Berg, im Gegensatz zu seinem niedrigsten Punkt, dem Bach Fechiñas, der sich auf 300 m  befindet. Im Osten liegt die Serra del Leboreiro.
Die Hydrographie wird maßgeblich durch den Mittellauf des Flusses Arnoia, der einen Teil des Gemeindegebiets begrenzt, und einen seiner Nebenflüsse, den Fluss Orille, bestimmt. Im südlichen Teil der Gemeinde münden die Bäche Momoelas, Amunía, Castro und Porto in ihn. Im nördlichen Bereich laufen die Flüsse Fechiñas und Porto kurz vor Verlassen der Gemeinde zusammen und münden in die Arnoia.
Die Gemeinde hat ein kontinentales Klima mit einer durchschnittlichen Jahrestemperatur von 10,5 °C und einer thermischen Amplitude von 13,4 °C. Es gibt eine längere Kälteperiode zwischen November und April und die durchschnittliche jährliche Niederschlagsmenge beträgt 1038 mm mit einer ausgeprägten Trockenheit im Sommer.

## Bevölkerungsentwicklung der Gemeinde
Legende: La Bola___A Bola

Quelle: INE-Archiv – grafische Aufarbeitung für Wikipedia
Nach einem Anwachsen der Gemeindegröße auf knapp 4200 Einwohner um 1940 sank die Zahl der Bevölkerung in der Folgezeit stetig bis ca. 1000.
| Männer | Alterstufe | Frauen |
| ------ | ---------- | ------ |
| 0      | 100+       | 2      |
| 2      | 95–99      | 7      |
| 8      | 90–94      | 24     |
| 33     | 85–89      | 40     |
| 22     | 80–84      | 56     |
| 58     | 75–79      | 55     |
| 39     | 70–74      | 40     |
| 51     | 65–69      | 38     |
| 30     | 60–64      | 34     |
| 34     | 55–59      | 45     |
| 42     | 50–54      | 45     |
| 44     | 45–49      | 29     |
| 30     | 40–44      | 29     |
| 26     | 35–39      | 22     |
| 17     | 30–34      | 31     |
| 26     | 25–29      | 14     |
| 9      | 20–24      | 9      |
| 15     | 15–19      | 17     |
| 7      | 10–14      | 10     |
| 7      | 5–9        | 15     |
| 8      | 0–4        | 5      |

Am 1. Januar 2021 waren ca. 48 % der Bevölkerung (rund 54 % der Männer und rund 46 % der Frauen) im erwerbsfähigen Alter (20–64), während dieser Wert für ganz Spanien ca. 61 % betrug.
Eine erhebliche und fortschreitende Überalterung der Bevölkerung der Gemeinde zeigt folgende Tabelle, bei der das Verhältnis von Gruppen von älteren Personen mit Gruppen von Personen der jüngeren Generation verglichen wird:
| Alter | Anzahl Personen | Alter | Anzahl Personen | Provinz | Galicien | Spanien |
| ----- | --------------- | ----- | --------------- | ------- | -------- | ------- |
| 60–64 | 100             | 20–24 | 28              | 51      | 58       | 79      |
| 55–59 | 100             | 15–19 | 41              | 49      | 57       | 71      |
| 50–54 | 100             | 10–14 | 20              | 50      | 56       | 68      |

## Gemeindegliederung
Die Gemeinde A Bola ist in acht Parroquias gegliedert:
| Parroquias             | Patrozinium  | Einwohner 2024 | Fläche km² | Dichte Einw./km² | Höhe msnm | Ortskennzahl |
| ---------------------- | ------------ | -------------- | ---------- | ---------------- | --------- | ------------ |
| Berredo                | San Miguel   | 54             | 2,84       | 19               | 625       | 32014020000  |
| Pardavedra             | Santiago     | 106            | 3,74       | 28               | 619       | 32014040000  |
| Podentes               | Santa María  | 176            | 3,81       | 46               | 509       | 32014050000  |
| San Martiño de Berredo | San Martiño  | 84             | 6,19       | 14               | 625       | 32014010000  |
| Santa Baia de Berredo  | Santa Baia   | 188            | 5,00       | 38               | 625       | 32014030000  |
| Sorga                  | San Mamede   | 111            | 5,46       | 20               | 0         | 32014060000  |
| Soutomel               | Santa Locaia | 106            | 4,16       | 25               | 426       | 32014070000  |
| Veiga                  | San Munio    | 244            | 3,70       | 66               | 480       | 32014080000  |

Der Sitz der Gemeinde befindet sich in A Bola in der Parroquia Santa Baia de Berredo.

## Geschichte
Die heutige Gemeinde war einer der Durchgangsorte der sogenannten „Via Nova“. eine der von Rom angelegten Routen, um alle Punkte des Römischen Reichs zu durchqueren, die im ersten Jahrhundert nach Christus erbaut wurde. Diese war eine der vier Hauptrouten, die die Provinz Gallaecia durchquerten, um die Städte Bracara Augusta, das heutige Braga, mit Asturica Augusta, dem heutigen Astorga zu verbinden.
Im dritten Jahrhundert n. Chr. wurde die Straße in der Reiseroute von Antoninus in „Via XVIII“ umbenannt.
Während der muslimischen Invasion wurde die Gemeinde in Bezug auf die Bevölkerung stark reduziert, aber mit dem Beginn des Baus des Klosters San Munio de Veiga im 9. und 10. Jahrhundert gab es eine Siedlung mit bedeutender Bevölkerung, die hauptsächlich aus Asturien und León stammte.
Zu dieser Zeit und während des gesamten Mittelalters bis zum 15. Jahrhundert stand ein Großteil des Gemeindegebiets unter der Gerichtsbarkeit des Klosters San Salvador de Celanova, der Rest des Gebiets wurde unter dem niederen Adel und dem Grafen von Maceda verteilt. Das Kloster von San Munio de Veiga war unabhängig von dem von Celanova, da es für den Orden von San Marcos de León verantwortlich war, integriert in den Santiagoorden, der im 12. Jahrhundert gegründet wurde.
Im Jahr 1166 baute Graf Don Vasco einen Turm in Castro de Berredo, der in Begleitung des portugiesischen Königs Alfons I. mit der Absicht ankam, von A Bola aus nach Celanova einzufallen, aber wie die Chroniken der damaligen Zeit schildern, scheiterte sein Kampf nach zwei Jahren.
Nach der Verfassung von 1812 wurden die Lehnsherrschaft abgeschafft und die erste territoriale Einteilung in konstitutionelle Räte vorgenommen, wodurch die Gemeinden Berredo und Soutomel entstanden. Das Ergebnis ihrer späteren Fusion im Jahr 1836 entsprach dem der heutigen Gemeinde von A Bola und erfuhr keine Veränderung außer der Gründung einer neuen Parroquia von San Martiño de Berredo im Jahr 1893, die von Santa Baia von Berredo abgetrennt wurde.

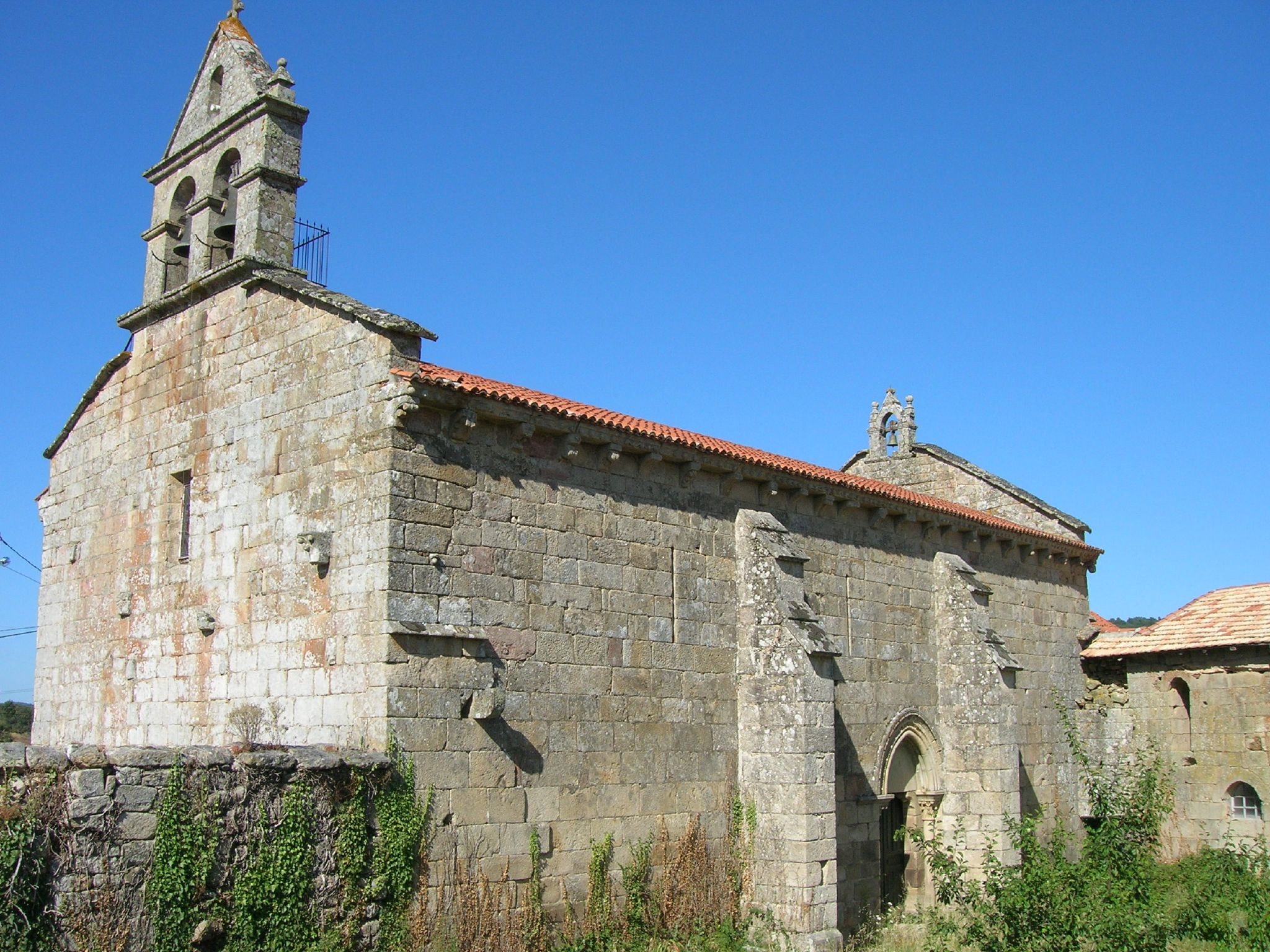
Klosterkirche San Munio de Veiga
Weitere Bilder

## Sehenswürdigkeiten
- Kloster San Munio de Veiga

## Wirtschaft
| Ackerbau, Viehzucht und Fischerei                                                  | 023 | 07,69  |
| Industrie                                                                          | 046 | 015,38 |
| Bauwirtschaft                                                                      | 025 | 08,36  |
| Dienstleistungsbetriebe                                                            | 205 | 068,56 |
| Total                                                                              | 299 | 100,00 |
| * Daten aus dem Statistischen Amt für Wirtschaftliche Entwicklung in Galicien, IGE |     |        |

## Verkehr
Die wichtigste Verkehrsader ist die Provinzstraße OU-531. Sie verbindet die Gemeinde im Westen mit Celanova und dort mit der Autobahn AG-31 nach Ourense. In östlicher Richtung führt sie über Rairiz de Veiga bis nach Xinzo de Limia mit dortiger Anbindung an die Autovía A-52 („Autovía das Rías Baixas“) von Benavente nach Vigo. Kleinere Landstraßen verbinden A Bola mit den restlichen Nachbargemeinden.